# Antonio Rački
Antonio Rački (ur. 18 grudnia 1973 w Rijece, zm. 9 lutego 2024 tamże) – chorwacki biegacz narciarski, dwukrotny olimpijczyk.
Startował na Zimowych Igrzyskach Olimpijskich 1994 i Zimowych Igrzyskach Olimpijskich 1998. Jego najlepszym wynikiem było zajęcie 52. miejsca w biegu na 50 kilometrów stylem klasycznym podczas igrzysk rozgrywanych w norweskim Lillehammer w 1994 roku.
9 lutego 2024 zginął w wypadku samochodowym w tunelu Pecine w Rijece.